# 蔣美人 (劉宋)
蒋氏（？—446年），南北朝人，宋文帝刘义隆的美人，生皇四女海盐公主。

## 生平
海盐公主的异母兄弟皇次子刘濬相貌非常英俊，海盐公主与之乱伦私通，因刘濬的生母潘淑妃最有宠势，两人在宫厮混自如，至各自结婚后依然如故。元嘉二十三年，海盐公主的驸马赵倩入宫撞破了此事，一怒之下大吵大闹，拉断了宮帐的带子。事发，刘义隆下诏处死蒋美人，令赵倩和公主离婚，赵倩的父亲赵伯符惭愧恐惧而死，海盐公主、刘濬则都不须负任何责任。而海盐公主因为女贵母贱，在母亲死后竟不需要服丧。